# 드래곤볼 싸워라 손오공 이겨라 손오공
"드래곤볼 싸워라 손오공 이겨라 손오공"(Dragon Ball: Ssawora Son Goku, Igyeora Son Goku)은 도리야마 아키라의 드래곤볼 만화 시리즈를 각색한, 라이선스를 받지 않은 비공식 실사 한국 영화이다. 왕룡이 감독하였으며 1990년 12월 12일 개봉되었다. 이 영화는 오리지널 드래곤볼 이야기를 따르며, 내용은 1989년의 드래곤볼(The Magic Begins)에 더 가깝다.

## 이용
현재 이 영화를 시청하는 유일한 합법적인 방법은 VHS로 영화를 구매하는 것이다. 오리지널 VHS 테이프의 사본은 2013년 미국에서 $215.00에 이베이에서 판매되었다.